# Чигари (Волгоградская область)
Чигари — хутор в Новониколаевском районе Волгоградской области России. Входит в состав Хопёрского сельского поселения.

## География
Хутор находится в северо-западной части Волгоградской области, в степной зоне, в пределах Хопёрско-Бузулукской равнины, в балке Гайворонка (левый приток реки Кардаил), к югу от посёлка Хопёрский, на расстоянии примерно 28 километров (по прямой) к востоку от посёлка городского типа Новониколаевский, административного центра района. Абсолютная высота — 131 метр над уровнем моря.
Часовой пояс
Хутор Чигари, как и вся Волгоградская область, находится в часовой зоне МСК (московское время). Смещение применяемого времени относительно UTC составляет +3:00.

## Население
| 2010 |
| ---- |
| 304  |

Гендерный состав
По данным Всероссийской переписи населения 2010 года в гендерной структуре населения мужчины составляли 47,7 %, женщины — соответственно 52,3 %.
Национальный состав
Согласно результатам переписи 2002 года, в национальной структуре населения русские составляли 89 % из 293 чел.

## Улицы
Уличная сеть хутора состоит из шести улиц.